# Kühlungsborn
Kühlungsborn (pronunciación en alemán: /ˈkyːlʊŋsˌbɔʁn/ⓘ) es un municipio situado en el distrito de Rostock, en el estado federado de Mecklemburgo-Pomerania Occidental (Alemania), a una altitud de 10 metros. Su población a finales de 2016 era de 8000 habs. y su densidad poblacional, 500 hab/km².
Se encuentra sobre la costa del mar Báltico.